# Martin Rutilius
Martin Rutilius, född 1551, död 18 januari 1618. Präst och kyrkoherde i Teutleben och Weimar och psalmdiktare. Han har varit representerad i alla officiella svenska psalmböcker sen 1695 till dagens Den svenska psalmboken 1986 med en från tyska översatt originaltext, Ach Gott und Herr, wie groß und schwer sind meine vielen Sünden,  till ett verk (nr 544). Översättaren är okänd.
Till skillnad från den svenska psalmboken skriver Oscar Lövgren i sitt Psalm och sånglexikon, 1964, att Rutilius "helt saknade poetisk begåvning", men att han nedtecknat texten i ett autografiskt album och angivit sitt namn under den och att det troligen är Johann Major som skrivit texten.

## Psalmer
- Min synd, o Gud (1695 nr 253, 1986 nr 544) skriven 1604.
- Som fåglar små nr 197 i Svensk söndagsskolsångbok 1908